# Dwergpython
De dwergpython (Bothrochilus boa) is een slang uit de familie pythons (Pythonidae).

## Naam en indeling
De wetenschappelijke naam van de soort werd voor het eerst voorgesteld door Leopold Fitzinger in 1843. Het was lange tijd de enige soort uit het geslacht Bothrochilus, tot soorten uit andere geslachten werden 'overgeheveld' op basis van nieuwe inzichten betreffende de onderlinge verwantschappen van de pythons.
Oorspronkelijk werd de wetenschappelijke naam Tortrix boa gebruikt. Later werd de naam Nardoa Schlegelii gebruikt en de soort werd door de jaren heen tot verschillende geslachten gerekend, zoals Morelia en Liasis. Er worden geen ondersoorten erkend.

## Uiterlijke kenmerken
Bothrochilus boa heeft een opvallende geel-zwarte bandering over het gehele lichaam. Juvenielen hebben een knalrode kleur met zwarte vlekken tot dwarsbanden. Het is een van de kleinere soorten pythons, de slang wordt maximaal 1,25 meter lang.

## Verspreiding en habitat
Bothrochilus boa komt voor in delen van Azië en leeft endemisch op enkele eilandengroepen ten oosten van Papoea-Nieuw-Guinea.
De habitat bestaat uit vochtige tropische en subtropische laaglandbossen, graslanden en savannes. De soort is aangetroffen van zeeniveau tot op een hoogte van ongeveer 500 meter boven zeeniveau.

## Beschermingsstatus
Door de internationale natuurbeschermingsorganisatie IUCN is de beschermingsstatus 'veilig' toegewezen (Least Concern of LC).